# José Custódio de Morais
José Custódio de Morais (Marinha Grande, 9 de março de 1890 — Coimbra, 31 de março de 1985) foi um professor de Física, Astronomia e Geodesia da Faculdade de Ciências da Universidade de Coimbra, onde se dedicou à geofísica e se notabilizou no estudo do geomagnetismo.

## Biografia
José Custódio de Morais nasceu na Marinha Grande, filho de Maria Adelaide Ferreira Custodio e de António de Oliveira Morais, naturais da Marinha Grande. O pai, António Morais, foi sócio e administrador da vidreira A Central, fundada pelo seu cunhado, José Ferreira Custódio Júnior, e secretário da Associação de Socorros Mútuos do Montepio da Marinha Grande, pelo menos entre 1870 e 1872, mandato dos primeiros corpos directivos.
Conclui os estudos primários na Marinha Grande e realizou os estudos secundários nos liceus de Leiria e de Coimbra. Concluídos os estudos preparatórios matriculou-se na Faculdade de Filosofia da Universidade de Coimbra a 8 de Outubro de 1908 e depois, a 13 de Novembro de 1911, na Faculdade de Ciências da mesma Universidade. Licenciou-se em Matemática em 1913 e obteve o grau de doutor em Matemática a 26 de Dezembro de 1914.
Entretanto iniciara em 1913, logo após a licenciatura, funções como assistente de Matemática na Universidade de Coimbra, mantendo-se na carreira docente universitária na Universidade de Coimbra, embora acumulando durante largos períodos com a docência no ensino secundário, até à aposentação ocorrida a 1 de Maio de 1960.
Foi inicialmente segundo assistente provisório de Mecânica Racional (1913-1921) e de Astronomia e Goeodesia (1913-1923), transitando em 1921 para a Cristalografia (1921-1924). Como 1.º assistente voltou à Mecânica Racional e à Astronomia e Geodesia (1923-1927), acumulando com Mineralogia e Petrologia. Em 1927 passou a professor catedrático de Mecânica Racional e Astronomia e Geodesia (1927-1960), embora acumulando até 1932 com a Mineralogia e Petrologia (1927-1932).
Foi professor metodólogo (formação de professores) na Escola Normal Superior de Coimbra como professor interino de 21 de Março de 1919, tendo assegurado o ensino da disciplina de Metodologia Especial das Ciências Matemáticas (1919-1924).
Na vertente do ensino secundário foi professor efectivo do Liceu Nacional de Viana do Castelo por nomeação de 26 de dezembro de 1914, sendo transferido para idêntico lugar no Liceu José Falcão, de Coimbra, em 3 de Janeiro de 1919. Durante a Primeira Guerra Mundial foi mobilizado para a Escola Preparatória de Oficiais Milicianos (1916). Exerceu as funções de reitor do Liceu José Falcão por nomeação de 12 de Julho de 1926, mantendo-se no cargo até 1930.
Para além das funções docentes exerceu diversas tarefas de gestão académica, tendo nomeadamente dirigido o Museu e Laboratório Zoológico da Universidade de Coimbra (1935-1937), o Instituto Botânico de Coimbra (1937-1942), o Laboratório de Física da Universidade de Coimbra (1947-1948), o Museu e Laboratório Mineralógico e Geológico (1949-1950), o Instituto Geofísico (1950-1960) e a Faculdade de Ciências (1959-1960).
Na vertente da investigação científica participou em numerosas conferências e equipas de investigação internacionais e realizou diversas visitas de estudo. Os campo de estudo a que se dedicou foram muito variadas, tal como a sua carreia lectiva, tendo trabalhado, para além das áreas nucleares da geofísica, nas áreas da petrografia, da geologia, da geografia e da história da ciência. Neste último campo publicou um conjunto de estudos sobre as cartas de marear e os métodos de navegação dos séculos XV e XVI e a sua relação com a meteorologia e a climatologia das regiões oceânicas onde então se navegava.

## Obras publicadas
É autor  das seguintes obras:
- 1914 — Variações de latitude (dissertação inaugural para o acto de doutoramento em Matemática na Universidade de Coimbra), Coimbra, manuscr.;
- 1919 — "Variação diurna da declinação magnética em Coimbra", Observações meteorológicas e magnéticas do Observatório Meteorológico da Universidade de Coimbra, 1919;
- 1923 — Classificação de cristais, Coimbra, manuscr.;
- 1925 —  "Nomenclatura geotectónica", Memórias e Notícias de Coimbra, n.º 3 (1925);
- 1926 — Algumas rochas ígneas do distrito de Leiria – dioritos de augite (dissertação para concurso a uma vaga de docente universitário), Coimbra, manuscr.;
- 1931 — "Primeiro centenário da Sociedade Geológica de França", Revistada Faculdade de Ciências da Universidade de Coimbra, vol. I (1931);
- 1931 — "Um novo, afloramento de diorito áugico ofítico descoberto no Pinhal de Leiria", Revista da Faculdade de Ciências da Universidade de Coimbra, vol. I, n.º 1 (1931);
- 1935 — "Estudo das rochas da região de Elvas, colhidas numa exploração geológica", Memórias e Notícias de Coimbra, n.º 8 (1935);
- 1936 — “Geologia e geografia da região da região do Pinhal de Leiria”, Memórias e Notícias de Coimbra, n.º 9 (1936);
- 1937 — “Determinações de radioactividade em águas minerais”, Revista da Faculdade de Ciências da Universidade de Coimbra, vol. VI, n.º 3 (1937);
- 1940 — “Mais alguns fósseis da região do Pinhal de Leiria”, Memórias e Notícias de Coimbra, n.º 10 (1941);
- 1940 — “o arquipélago das Selvagens”, Memórias e Notícias de Coimbra, n.º 11 (1941);
- 1941 — “O conhecimento dos ventos do Atlântico e do Índico nos séculos XV e XVI”, Memórias e Notícias de Coimbra, n.º 10 (1941);
- 1943 — “A ilha de Porto Santo e as suas rochas”, Memórias e Notícias de Coimbra, n.º 12 (1943);
- 1943 — “Águas minerais: sua origem”, Publicações do Instituto de Climatologia e Hidrologia da Universidade de Coimbra, vol. VII (1943);
- 1944 — “A radiação solar em Portugal. Sua importância como factor do clima”, Memórias e Notícias de Coimbra, n.º 13 (1944);
- 1944 — “O clima do distrito de Leiria. Comunicação ao Congresso das Actividades do Distrito de Leiria, Setembro de 1943”, Publicações do Instituto de Climatologia e Hidrologia da Universidade de Coimbra, vol. VIII (1946);
- 1945 — “O arquipélago da Madeira”,Memórias e Notícias de Coimbra, n.º 15 (1945);
- 1946 — “Estudos sobre o clima de Portugal”, Publicações do Instituto de Climatologia e Hidrologia da Universidade de Coimbra, vol. VIII, 1946.
- 1946 — “Grau de refrigeração do ar e condições meteorológicas do conforto”, Publicações do Instituto de Climatologia e Hidrologia da Universidade de Coimbra, vol. VIII, 1946.
- 1947 — “Águas minerais de Portugal, sua composição e origem”, Publicações do Instituto de Climatologia e Hidrologia da Universidade de Coimbra, vol. IX, 1947.
- 1947 — “Condições climáticas do trabalho ao ar livre em Portugal”, Memórias e Notícias de Coimbra, n.º 19, 1946.
- 1947 — “Congresso Luso-Espanhol”, Publicações do Instituto de Climatologia e Hidrologia da Universidade de Coimbra, vol. IX, 1947.
- 1947 — “Divisões climáticas de Portugal”, Memórias e Notícias de Coimbra, n.º 19, 1947.
- 1947 — (com J. M. Cotelo Neiva), “Rochas intrusivas dos domos eruptivos de S. Bartolomeu, Monte Redondo e Pinhal Real – distrito de Leiria”, Revista da Faculdade de Ciências da Universidade de Coimbra, n.º 19, 1947.
- 1948, — Os arquipélagos da Madeira e Selvagens”, Boletim da Sociedade de Geologia de Portugal, vol. VII, 1948.
- 1949 — “Estudo da forma dos seixos rolados de algumas cascalheiras da região desde Coimbra até ao mar”, Revista da Faculdade de Ciências da Universidade de Coimbra, vol. XVIII.
- 1950 — “Divisão climática de Portugal”, Publicações do Instituto de Climatologia e Hidrologia da Universidade de Coimbra, vol. XII, 1950.
- 1950 — “Geohidrologia da região de Coimbra”, Memórias e Notícias de Coimbra, n.º 27, 1950.
- 1950 — “Levantamento terciário do extremo sudoeste da serra da Lousã”, Memórias e Notícias de Coimbra, n.º 28, 1950.
- 1951 — “Balões pilotos em Coimbra”, Revista da Faculdade de Ciências da Universidade de Coimbra, vol. XX. 1951.
- 1951 — “Carta das chuvas na Península Ibérica”, Boletim do Centro de Estudo Geográficos da Faculdade de Letras da Universidade de Coimbra, n.º 2,3 (1951);
- 1951 — “Nascentes minerais. Como se explicam”, Clínica, Higiene e Hidrologia, Março 1951;
- 1951 — “Nível do mar no Quaternário”, Memórias e Notícias de Coimbra, n.º 29;
- 1952 — “Observações do magnetismo terrestre no Instituto Geofísico da Universidade de Coimbra”. Memórias e Notícias de Coimbra, n.º 33, 1952.
- 1953 — “As furnas dos Açores”, Memórias e Notícias de Coimbra, n.º 35, 1953.
- 1954 — “Algumas observações do magnetismo terrestre nos Açores”, Memórias e Notícias de Coimbra, n.º 37, 1954.
- 1954 — “Clima de Coimbra – valores anuais e normais dos principais elementos e suas variações”, Revista da Faculdade de Ciências da Universidade de Coimbra, vol. XXIII, 1954.
- 1954 —  “Observations of terrestrial magnetism made on west coast of India by D. João de Castro in 1538-1539”, Memórias e Notícias de Coimbra, n.º 41, 1954.
- 1955  — “Professor Anselmo Ferraz de Carvalho”, Revista da Faculdade de Ciências da Universidade de Coimbra, vol. XXIV, 1955.
- 1955 — “Temperatura do terreno”,Memórias e Notícias de Coimbra, n.º 38, 1955.
- 1956 — “Mesures d’evotranspirition à Coimbra”, Revista da Faculdade de Ciências da Universidade de Coimbra, vol. XXV, 1956.
- 1956 — “O clima de Coimbra, sua variação”, Publicações do Instituto de Climatologia e Hidrologia da Universidade de Coimbra, vol. XVI, 1956.
- 1956 — “O mais antigo mapa de Portugal (1561)” Boletim do Centro de Estudo Geográficos da Faculdade de Letras da Universidade de Coimbra, n.ºs 12,13, 1956.
- 1956 — “Um ano de medidas de radiação solar normal no Instituto Geofísico da Universidade de Coimbra”, Revista da Faculdade de Ciências da Universidade de Coimbra, vol. XXV, 1956.
- 1957 — Sem título (entrevista após visita de trabalho ao vulcão do Faial), Diário de Coimbra, 10.10.1957.
- 1958 — “A poluição industrial da atmosfera e as condições meteorológicas”, Publicações do Instituto de Climatologia e Hidrologia da Universidade de Coimbra, vol. XVII, 1958.
- 1958 — “Medidas de radiação feitas no Instituto Geofisico da Universidade de Coimbra. À memória de Calouste Gulbenkian”, Revista da Faculdade de Ciências da Universidade de Coimbra, vol. XXVII.
- 1959 — “Radiação global e insolação em Coimbra. Valores observados de 1955 a 1958 e calculados até 1931”, Revista da Faculdade de Ciências da Universidade de Coimbra, vol. XXVIII, 1959.
- 1960 — “As tempestades no percurso de Pedro Álvares Cabral em 1500, entre as ilhas de Cabo Verde e o Brasil”, Revista da Universidade de Coimbra, vol. XIX, 1960.
- 1960 — “Determinação das coordenadas geográficas no oceano Índico pelos pilotos portugueses e árabes no princípio do século XVI”, Boletim do Centro de Estudos Geográficos da Faculdade de Letras da Universidade de Coimbra, vol. II, n.º 18, 1960.
- 1960 — “O vulcão dos Capelinhos na ilha do Faial”, Memórias e Notícias, n.º 47, 1960.
- 1960 — “Ventos e rumos. Seus nomes na história”, Boletim do Centro de Estudos Geográficos da Faculdade de Letras da Universidade de Coimbra, vol. XVI, 1960.
- 1961 — “Medidas da intensidade das radiações solares, directas, difusas, atmosféricas e terrestres feitas no Instituto Geofísico da Universidade de Coimbra”, Coimbra, manuscr..
- 1962 — “Cartas de marear nos séculos XV e XVI e declinação magnética”, Revista da Faculdade de Ciências da Universidade de Coimbra, vol. XXX, 1962.
- 1962 — Evolução do conhecimento da Terra e a investigação científica. Oração de sapiência na abertura solene da Universidade no ano lectivo de 1959-60, Coimbra, manuscr..
- 1963 — “Catatermómetros”, O Médico, N.º 167, 1963.
- 1963 — Sem título (carta enviada ao jornal e publicada sob a epígrafe “já lá vão… mais de cento e vinte anos!”), Jornal da Marinha Grande, 22.06.1963.
- 1963 — “Engenho”, Jornal da Marinha Grande, 20.07.1963, 27.07.1963.
- 1963 — Sem título (carta enviada ao jornal e publicada sob a epígrafe “A existência em 1864 de uma fábrica de ferro na Marinha Grande”), Jornal da Marinha Grande, 24.08.1963.
- 1966 — Clima de Portugal, Lisboa, Centro de Estudos de Urbanismo e Habitação Eng. Duarte Pacheco. 1966,”Influência dos climas do Brasil e de Angola no desenvolvimento destes territórios”, Memórias e Notícias, n.º 61, 1966.
- 1967 — “O clima nas costas do Brasil e as suas relações com o clima do mar que o cerca”, Boletim do Centro de Estudos Geográficos da Faculdade de Letras da Universidade de Coimbra, vol. III, n.ºs 22, 23, 1967.
- 1967 — “O clima no mar à volta da Península Ibérica e as suas relações com o clima de Portugal”, Revista da Faculdade de Ciências da Universidade de Coimbra, vol. XXXIX, 1967.
- 1967 — “Os ventos e os climas n’ Os Lusíadas”, Revista da Universidade de Coimbra, vol. XXII, 1967.
- 1969 — “As falhas da região de S. Pedro do Sul e as condições de urgência das águas termais”, Memórias e Notícias, n.º 68, 1969.
- 1972 — “A primeira viagem de Vasco da Gama”, Revista da Universidade de Coimbra, vol. XXIII, 1972.
- 1972 — “S. Pedro de Moel – Set. 1972”, Jornal da Marinha Grande, 20.10.1972.
- 1972 — Sem título (carta enviada ao jornal e publicada sob a epígrafe “Pinhal Real”), Jornal da Marinha Grande, 03.11.1972.